# 神房佳希
神房 佳希（かずさ よしき、1月4日生）は、元宝塚歌劇団花組男役。
大阪府大阪市、大阪府立茨木東高等学校出身。身長168cm。愛称は「もっちゃん」「ポッチュン」「ちか」。血液型はO型。

## 略歴
2004年、宝塚音楽学校に入学。同期には蘭乃はな、真風涼帆、真瀬はるか、天咲千華らがいる。
2006年、 第92期生として宝塚歌劇団に入団。宝塚入団時の成績は48人中45位。宙組公演『NEVER SAY GOODBYE』で初舞台。同年5月10日、花組に配属。
2015年6月14日、『カリスタの海に抱かれて／宝塚幻想曲』の東京公演千秋楽をもって、宝塚歌劇団を退団。

## 宝塚歌劇団時代の主な舞台出演
- 2006年6月、『ファントム』団員男、新人公演：客の男
- 2007年2月、『明智小五郎の事件簿-黒蜥蜴／TUXEED JAZZ』
- 2007年9月、『アデュー・マルセイユ／ラブ・シンフォニー』
- 2008年2月、『蒼いくちづけ』（バウ）従僕
- 2008年5月、『愛と死のアラビア／Red Hot Sea』
- 2009年1月、『太王四神記 -チュシンの星のもとに-』
- 2009年7月、バウ公演『フィフティ・フィフティ』
- 2009年9月、『外伝ベルサイユのばら －アンドレ編－／EXCITER!!』村人、新人公演：衛兵隊
- 2010年3月、『虞美人 -新たなる伝説-』
- 2010年7月、『麗しのサブリナ／EXCITER!!』新人公演：ビリー（本役：鳳真由）
- 2011年2月、『愛のプレリュード／Le Paradis!! -聖なる時間（とき）-』
- 2011年6月、『ファントム』新人公演：ボーイ長（本役：煌雅あさひ）
- 2011年10月、『小さな花がひらいた／ル・ポアゾン 愛の媚薬』（全国ツアー）駒太郎
- 2012年1月、『復活 －恋が終わり、愛が残った－／カノン』 新人公演： ユーリ（本役：高翔みず希）
- 2012年5月、『近松・恋の道行』（宝塚バウホール・日本青年館）平太・庄介
- 2012年7月、『サン＝テグジュペリ－「星の王子さま」になった操縦士（パイロット）－／CONGA!!』新人公演：アビラ大佐（本役：夕霧らい）
- 2012年11月、『Victorian Jazz』（バウ公演）ミドルトン
- 2013年2月、『オーシャンズ11』新人公演：リカルド（本役：高翔みず希）
- 2013年6月、『戦国BASARA －真田幸村編－』（東急シアターオーブ）
- 2013年8月、『愛と革命の詩 -アンドレア・シェニエ-／Mr. Swing!』
- 2014年2月、『ラスト・タイクーン -ハリウッドの帝王、不滅の愛-／TAKARAZUKA ∞ 夢眩』ハーレー
- 2014年6月、『ベルサイユのばら －フェルゼンとマリー･アントワネット編－』（中日劇場）近衛兵／農民男
- 2014年8月、『エリザベート -愛と死の輪舞-』病院長
- 2015年1月、『風の次郎吉 - 大江戸夜飛翔 -』（ドラマシティ・東京特別）本田吾介
- 2015年3月、『カリスタの海に抱かれて』／『宝塚幻想曲（タカラヅカファンタジア）』 ＊退団公演